# 鍋田カホル
鍋田 カホル（なべた かほる、11月21日 - ）は、日本の女性声優。愛知県出身。オフィスCHK所属。

## 出演作品

### アニメ
- ぱにぽにだっしゅ! - みそ汁の妖精・女の子B→おそらく知ちゃんのほう・PTA女1 役

### 吹き替え
- 彼女がラブハンター
- Dr.HOUSE
- キャスティングディレクター
- DEAN - 少年時代のジェームズ・ディーン 役
- ウォルター少年と夏の休日
- シックスAM
- 美しい彼女 - ジュン 役
- いつか眠りにつく前に
- ボルケーノ in N.Y.
- プリティ・イン・ニューヨーク
- 始皇帝烈伝 ファーストエンペラー - 阿然 役
- 僕らのイケメン青果店
- 三国志 Three Kingdoms - 曹貴人、董貴妃 役
- 刑事ジョン・ルーサー: フォールン・サン

### ナレーション
- 午後は○○おもいッきりテレビ - 今日は何の日
- NTT CD-ROM『僕がサンタになった日』 - 主人公サンタ

### ラジオドラマ
- THE OTHER WORLD〜あの世から来た少年

### 舞台
- マリア〜君達が生まれた理由 - マリア・筒井まりあ 役
- 子の刻キッド - カリン 役

### 映画
- 模倣犯
- 命
- スパイ・ゾルゲ
- ゴジラ×メカゴジラ - 看護師 役
- 釣りバカ日誌
- 恋に唄えば

### ドラマ
- ショムニファイナル
- プリティー・ガール
- ナースマン
- 百獣戦隊ガオレンジャー
- ペットシッター沢口華子の事件簿
- 寺田家の花嫁
- 仮面ライダー龍騎
- ほんとにあった怖い話「墓地の女」 - 墓地の女 役
- スカイハイ
- 時空警察ヴェッカー
- 夜逃げ屋本舗